# Eugrapheus longehamatus
Eugrapheus longehamatus är en skalbaggsart som beskrevs av Leon Fairmaire 1897. Eugrapheus longehamatus ingår i släktet Eugrapheus och familjen långhorningar.
Artens utbredningsområde är Madagaskar. Inga underarter finns listade i Catalogue of Life.